# Peter Weir (calciatore)
Peter Russell Weir (Johnstone, 18 gennaio 1958) è un allenatore di calcio ed ex calciatore scozzese, di ruolo centrocampista.

## Palmarès

### Giocatore

#### Competizioni nazionali
- Campionato scozzese: 2

Aberdeen: 1983-1984, 1984-1985
- Coppa di Scozia: 4

Aberdeen: 1981-1982, 1982-1983, 1983-1984, 1985-1986
- Coppa di Lega scozzese: 1

Aberdeen: 1985-1986

#### Competizioni internazionali
- Coppa delle Coppe: 1

Aberdeen: 1982-1983
- Supercoppa UEFA: 1

Aberdeen: 1983